# آلوچه‌قشلاق (ورزقان)
آلچا قشلاق یکی از روستاهای استان آذربایجان شرقی است که در دهستان بکرآبادBEKOV بخش مرکزی شهرستان ورزقان واقع شده‌است.